# Slinger
Slinger è un villaggio degli Stati Uniti d'America, situato in Wisconsin, nella contea di Washington.